# Peter White (Eishockeyspieler)
Peter Toby White (* 15. März 1969 in Montreal, Québec) ist ein ehemaliger kanadischer Eishockeyspieler, der im Verlaufe seiner aktiven Laufbahn unter anderem für die Edmonton Oilers, Toronto Maple Leafs, Philadelphia Flyers und Chicago Blackhawks in der National Hockey League gespielt hat.
Bekanntheit erlangte der Center insbesondere als Spieler der Philadelphia Phantoms in der American Hockey League, bei denen er zahlreiche relevante Franchise-Rekorde wie die meisten absolvierten Spiele, meiste Tore und meiste erzielte Scorerpunkte hält. Außerdem gewann White zweimal den Calder Cup. Für seine Verdienste in der American Hockey League wurde der Kanadier 2013 mit der Aufnahme in die AHL Hall of Fame geehrt.

## Karriere
White, der zunächst von 1984 bis 1986 für die unterklassigen Lac St-Louis Lions in der QAAA aktiv war, spielte im Anschluss zwei Saisonen für die Pembroke Lumber Kings aus der Central Junior A Hockey League. Mit dem Team nahm er als zweifacher CJHL-Meister, an deren Titelgewinn er entscheidend beteiligt war, zweimal erfolglos am Centennial Cup teil, bei denen die Mannschaft jeweils den dritten Platz belegte. Insbesondere in der Saison 1987/88 agierte der Center auf einem herausragenden Niveau; in lediglich 56 CJHL-Spielen gelangen dem Linksschützen 90 Tore und 135 Torvorlagen. Zum Saisonende wurde er dementsprechend zum wertvollsten Akteur der Spielzeit gewählt. Anschließend begann der Kanadier ein Studium an der Michigan State University, wo er die folgenden vier Jahre verbrachte. Während dieser Zeit gewann er zweimal die Meisterschaft der Central Collegiate Hockey Association und wurde einmal zum wertvollsten Akteur des Turniers selektiert, nachdem er in seiner Premierenspielzeit bereits ins All-Rookie-Team der CCHA gewählt worden war. Bereits nach seiner Rookiesaison hatten ihn in der fünften Runde des NHL Entry Draft 1989 an insgesamt 92. Position die Edmonton Oilers selektiert.

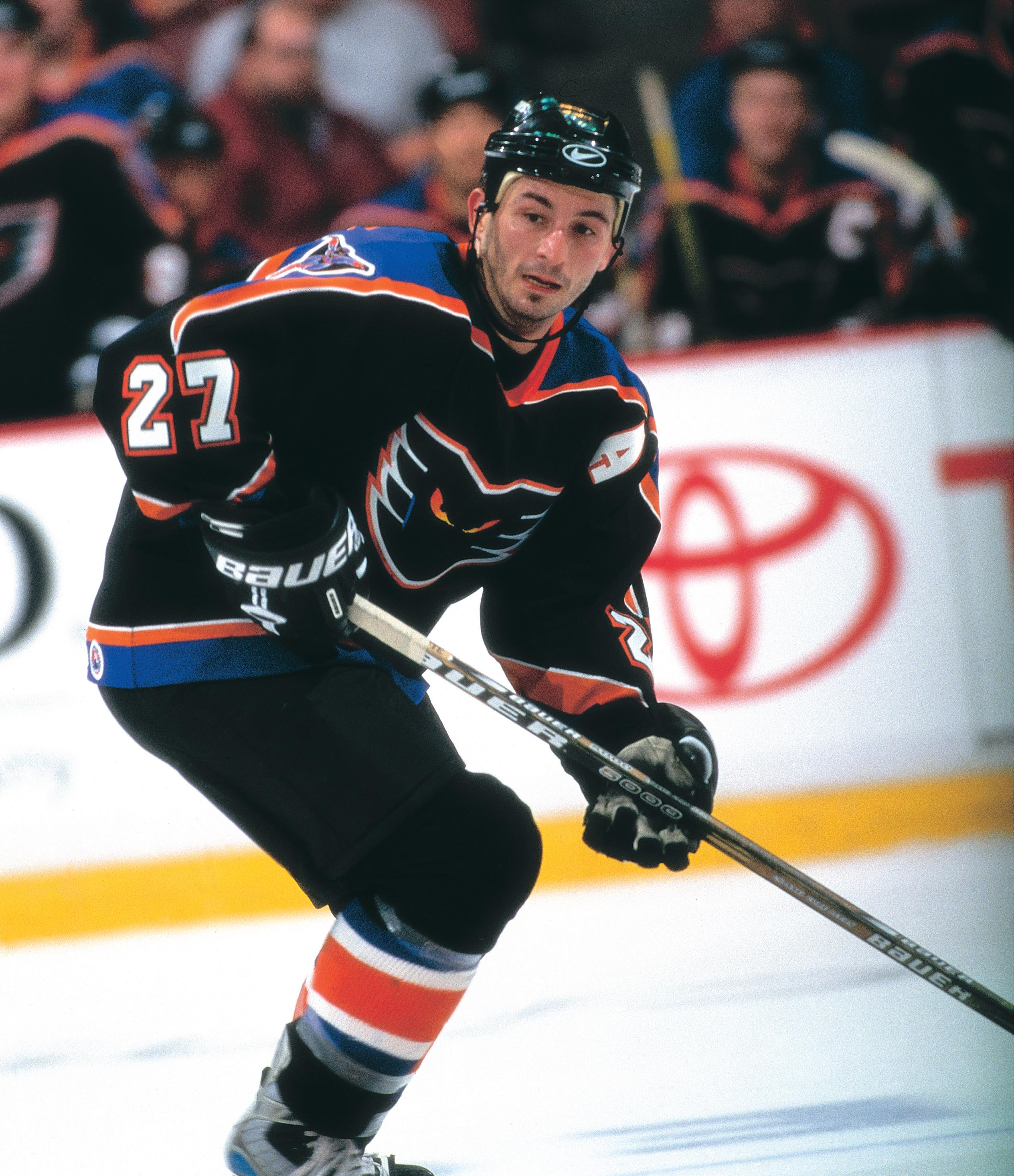
Peter White

1992 gab er schließlich sein Profidebüt, als White erstmals fürs AHL-Farmteam Cape Breton Oilers auflief. Mit der Mannschaft gewann er auf Anhieb den Calder Cup. In der darauffolgenden Saison, die Spielzeit 1993/94, wurde der Kanadier erstmals im NHL-Team der Edmonton Oilers eingesetzt und verbuchte in 26 Partien acht Punkte. Den Großteil der Saison verbrachte er jedoch wiederum in der American Hockey League bei den Cape Breton Oilers, wo White rasch zu einem zuverlässigen Scorer avancierte und die reguläre Saison mit 70 Scorerpunkten als erfolgreicher Akteur des Teams abschloss. In seiner dritten Profisaison verpasste er zwar mit den Cape Breton Oilers den Einzug in die Endrunde, gewann allerdings mit einer Bilanz von 36 Toren und 69 Assists in 65 Begegnungen die John B. Sollenberger Trophy als bester Punktesammler der regulären Saison. Außerdem wurde er ins Second All-Star Team der Liga gewählt.
Die Saison 1995/96 begann White bei den Edmonton Oilers, ehe er im Dezember 1995 gemeinsam mit einem Viertrunden-Wahlrecht im NHL Entry Draft 1996 im Austausch für Kent Manderville zu den Toronto Maple Leafs transferiert wurde. Für die Leafs absolvierte er lediglich ein NHL-Spiel und agierte den Rest der Spielzeit in diversen Minor Leagues. Im August 1996 unterzeichnete der Kanadier als Free Agent einen Kontrakt bei den Philadelphia Flyers. Die darauffolgenden beiden Saisonen bestritt er ausschließlich in der American Hockey League bei den Philadelphia Phantoms, wo White 1997 und 1998 mit jeweils 105 Scorerpunkten erneut die John B. Sollenberger Trophy als bester Scorer der Liga gewann. Nach Bill Sweeney 1962 und Paul Gardner 1986 war White erst der dritte Akteur in der AHL-Historie, der zweimal in Folge die Saison als erfolgreichster Scorer beendete. Neben weiteren persönlichen Erfolgen wie einer erneuten Berufung ins Second All-Star Team im Jahre 1997 wurde im Folgejahr mit den Philadelphia Phantoms der Calder Cup errungen. White, der in den 1990er-Jahren als einer der offensivstärksten Spieler der American Hockey League galt, verbrachte noch zwei weitere Saisons im Dress der Phantoms.
In der Saison 2000/01 avancierte er zum Stammspieler bei den Philadelphia Flyers, für die er im Saisonverlauf 80 Partien bestritt und 25 Punkte erzielte. Für die darauffolgende Spielzeit unterzeichnete er einen Kontrakt bei den Chicago Blackhawks, wo der Kanadier zunächst ebenfalls regelmäßig in der NHL auflief und später vermehrt im AHL-Farmteam bei den Norfolk Admirals aktiv war. Ein Tauschgeschäft im März 2003 mit den Philadelphia Flyers brachte White zurück in die American Hockey League zu den Philadelphia Phantoms. Als in der Saison 2004/05 das Team erneut den Calder Cup gewann, spielte der Linksschütze aufgrund eines Leihgeschäfts bei den Utah Grizzlies und zählte aufgrund dessen nicht zur Siegermannschaft. Seine Laufbahn ließ der Center bei Helsingfors IFK in der finnischen SM-liiga ausklingen.
White hält den Franchise-Rekord der Philadelphia Phantoms für die meisten Assists (78) und Punkte (105) in einer regulären Saison sowie meisten Spiele (431), Tore (153), Assists (319) und Punkte (472) im Karriereverlauf.

## Erfolge und Auszeichnungen
| - 1987 CJHL-Meisterschaft mit den Pembroke Lumber Kings - 1988 CJHL-Meisterschaft mit den Pembroke Lumber Kings - 1988 CJHL MVP - 1989 CCHA All-Rookie Team - 1989 CCHA-Meisterschaft mit der Michigan State University - 1990 CCHA-Meisterschaft mit der Michigan State University - 1990 CCHA Tournament MVP - 1993 Calder-Cup-Gewinn mit den Cape Breton Oilers - 1995 John B. Sollenberger Trophy | - 1995 AHL Second All-Star Team - 1997 Teilnahme am AHL All-Star Classic - 1997 John B. Sollenberger Trophy - 1997 AHL Second All-Star Team - 1998 Teilnahme am AHL All-Star Classic - 1998 John B. Sollenberger Trophy - 1998 Calder-Cup-Gewinn mit den Philadelphia Phantoms - 1999 Teilnahme am AHL All-Star Classic - 2013 Aufnahme in die AHL Hall of Fame |

## Karrierestatistik
(Legende zur Spielerstatistik: Sp oder GP = absolvierte Spiele; T oder G = erzielte Tore; V oder A = erzielte Assists; Pkt oder Pts = erzielte Scorerpunkte; SM oder PIM = erhaltene Strafminuten; +/− = Plus/Minus-Bilanz; PP = erzielte Überzahltore; SH = erzielte Unterzahltore; GW = erzielte Siegtore; 1 Play-downs/Relegation; Kursiv: Statistik nicht vollständig)